# Ключи (Чесменский район)
Ключи — упразднённый посёлок в Чесменском районе Челябинской области России. Входил в состав Калиновского сельсовета. Исключен из учётных данных в 1983 году.

## География
Располагался у безымянного пруда к югу от урочища Тугунская Дача, на расстоянии примерно 4 км по прямой к юго-востоку от окраин посёлка Калиновский.

## История
По данным на 1970 год входил в состав Калиновского сельсовета. В нем располагалась бригада колхоза «40 лет Октября».
Исключен из учётных данных решением Челябинского облисполкома от 28 февраля 1983 года № 134.

## Население
| 1970 | 1977 | 1983 |
| ---- | ---- | ---- |
| 303  | ↘13  | ↘0   |